# Petrinja
Petrinja  er en by i distriktet i Sisak-Moslavina i det centrale Kroatien nær byen Sisak i den historiske region Banovina. 
Den 29. december 2020 blev byen ramt af et kraftigt jordskælv Petrinja jordskælv i 2020 (en) med en styrke på 6,4 hvor syv personer blev dræbt, og 26 såret, hefaf flere alvorligt.

## Navn
Navnet Petrinja har rødder i det græske πέτρα - pétra, der betyder "sten" gennem latin petrus. En anden mulighed er, at Petrinja blev opkaldt efter kirken St. Peter fra Sisaks bispedømmes tid.

## Historie
Vest for Petrinja ligger bjerget  Petrova gora, hvor slaget ved Gvozd-bjerget (en) i 1097 mellem kong Petar Snačić af Kroatien og Coloman af Ungarn foregik.
Den første skriftlige optegnelse om Petrinja som en beboet sted er om de fordele, som den slaviske hertug Koloman tildelte Petrinjas indbyggere i 1240 i tiden for krig med Det Osmanniske Rige.